# Святой Николай (ботик)

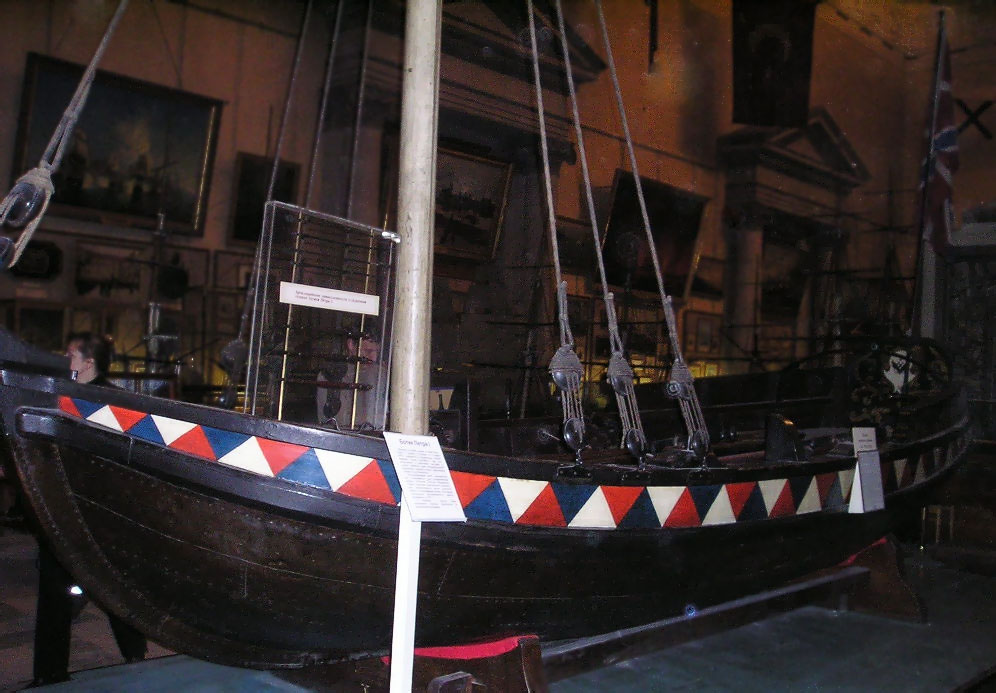
Ботик «Святой Николай» в музее

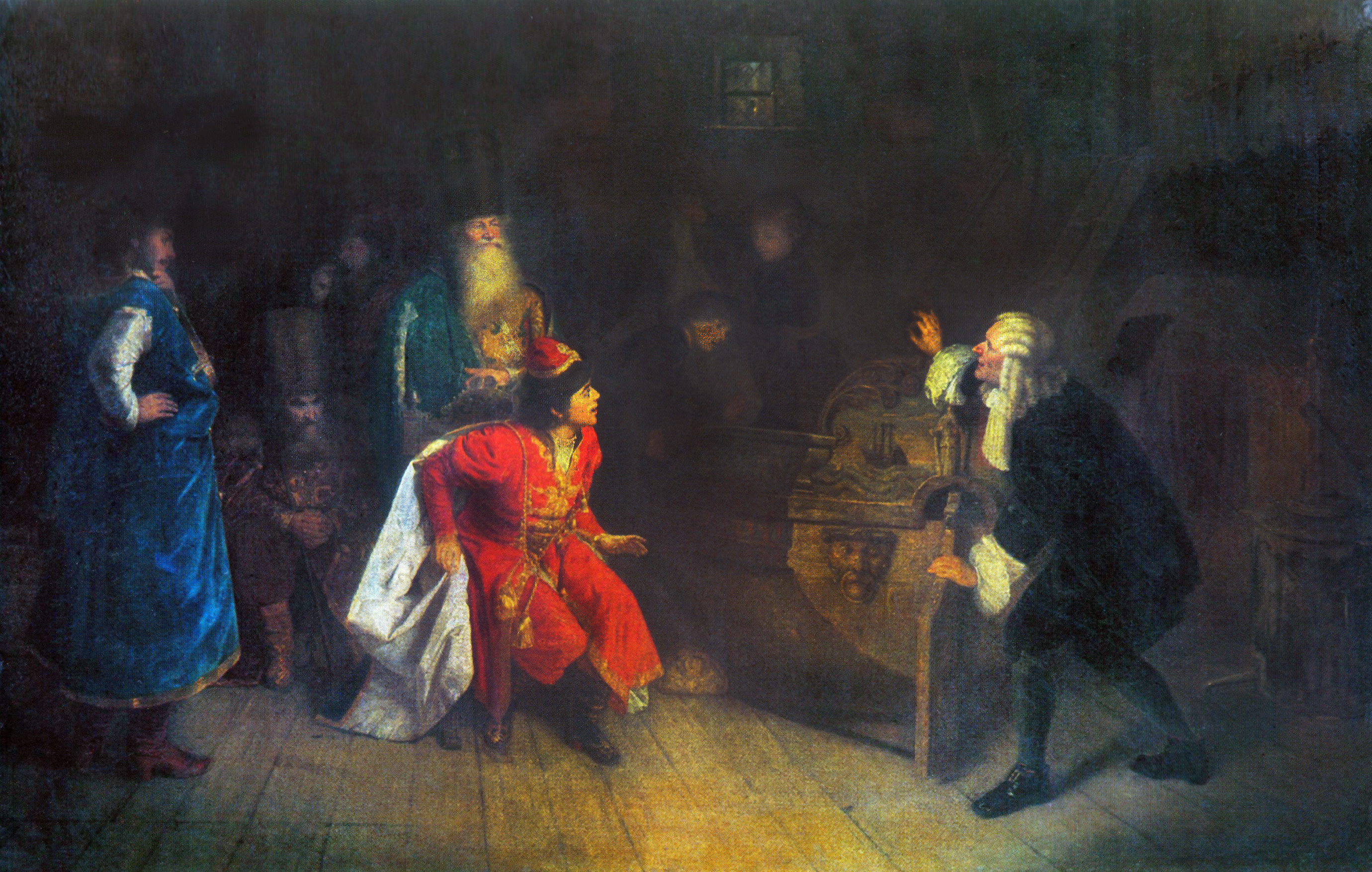
Г. Мясоедов. «Дедушка русского флота»
(Франц Тиммерман показывает Петру ботик)

«Святой Николай» — первый деревянный ботик Петра I, хранящийся в настоящее время в Центральном военно-морском музее в Санкт-Петербурге.
Известен как «дедушка русского флота».

## История до революции

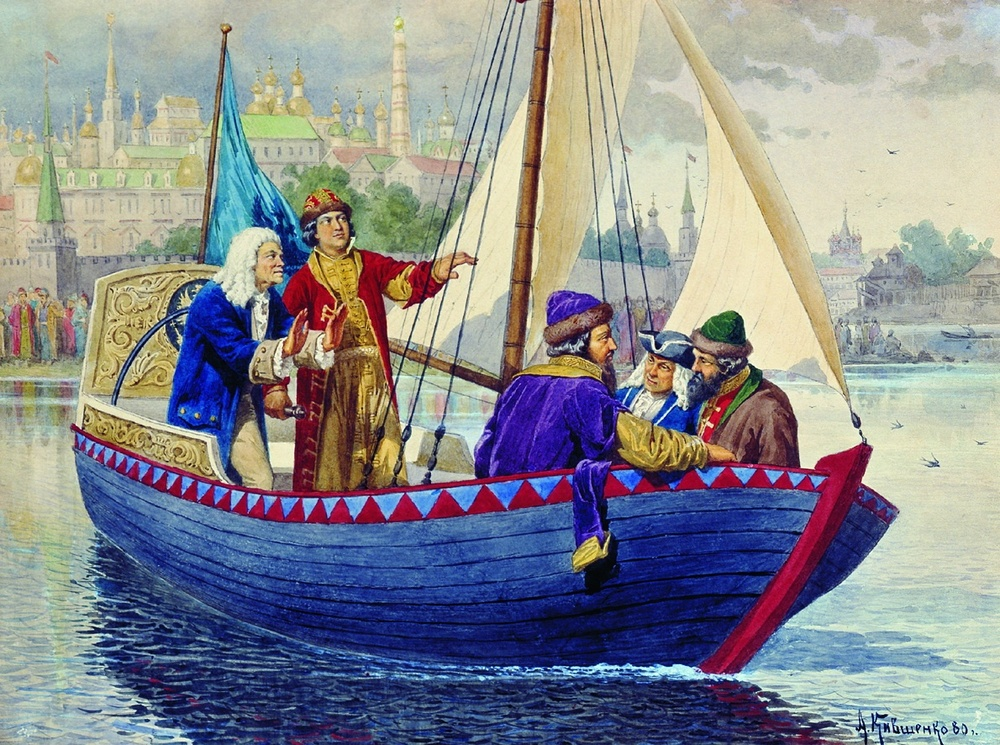
«Пётр Первый управляет парусным ботиком», Алексей Кившенко, 1 января 1864 года

Английский ботик был приобретён двоюродным братом деда Петра боярином Никитой Ивановичем Романовым для речных прогулок.
В 1688 году царь Пётр I нашёл в Измайлове ботик. Сам Пётр описал это событие так в собственноручной записке «О начале судостроения в России»:
«Случилось нам (в мае 1688 года) быть в Измайлове, на льняном дворе и, гуляя по амбарам, где лежали остатки вещей дому деда Никиты Ивановича Романова, между которыми увидел я судно иностранное, спросил Франца (Тиммермана), что это за судно? Он сказал, что то — бот английский. Я спросил: где его употребляют? Он сказал, что при кораблях — для езды и возки. Я паки спросил: какое преимущество имеет пред нашими судами (понеже видел его образом и крепостью лучше наших)? Он мне сказал, что он ходит на парусах не только что по ветру, но и против ветру; которое слово меня в великое удивление привело и якобы неимоверно».
Голландский корабельный мастер Карштен Брандт исправил ботик, поставил на нём мачту и парус, спустил его на Яузу. Здесь Пётр, с помощью последнего, освоил управление лодкой. Затем ботик был перевезён на Просяной пруд в Измайлове. В то время Просяной (Просянский) пруд был немалых размеров, но царю хотелось большего.
Примерно до 1701 года ботик находился в Измайлове, а потом хранился в Кремле.
Празднуя в январе 1722 года в Москве подписание Ништадтского мирного договора, царь Пётр вспомнил давнюю молодость и сделал ботик памятником, водрузил его на деревянную тумбу, а 7 февраля того же года вышел указ царя, содержащий повеление хранить навеки остатки кораблей, яхт и галер, построенных для Переяславского озера и на которых царь впервые изучал морское дело.

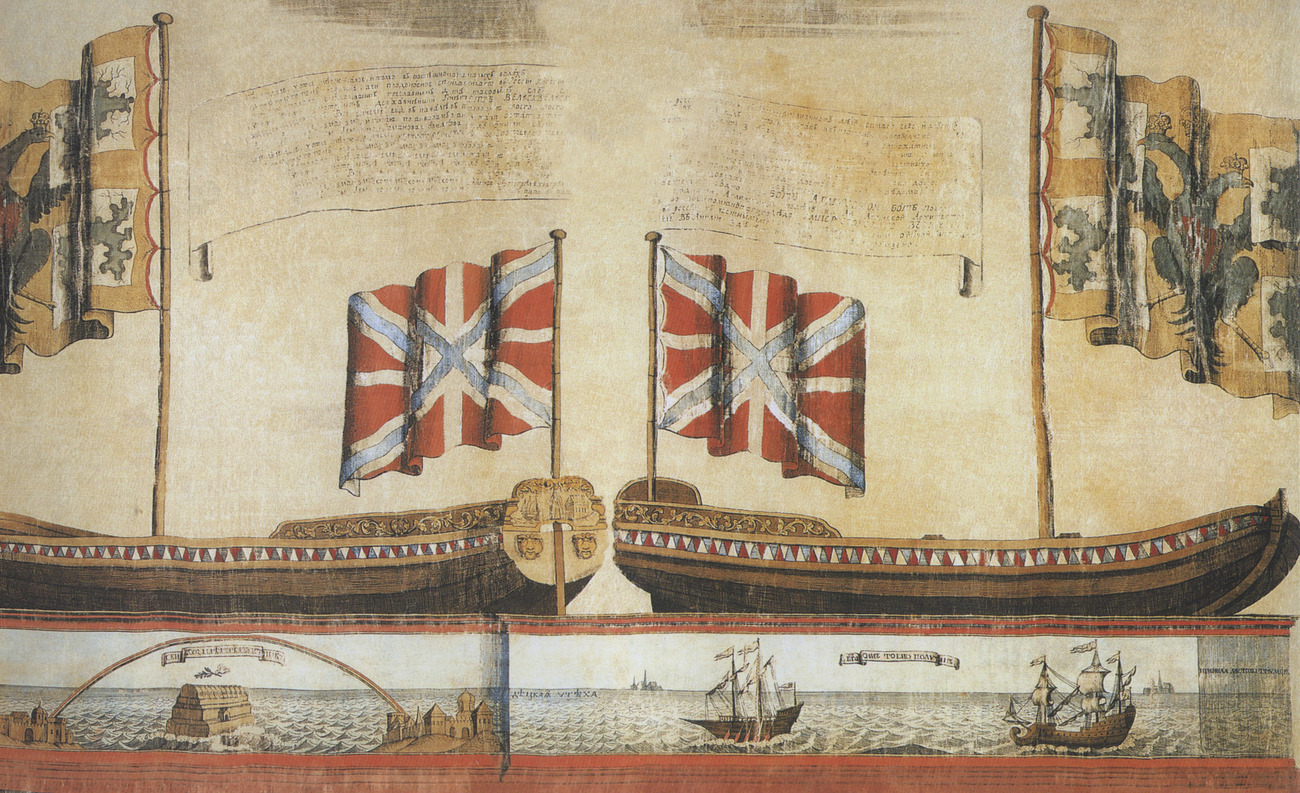
Раскрашенная гравюра ботика на шёлке (плат) работы Ивана Зубова из собрания ЦВММ, ок. 1722

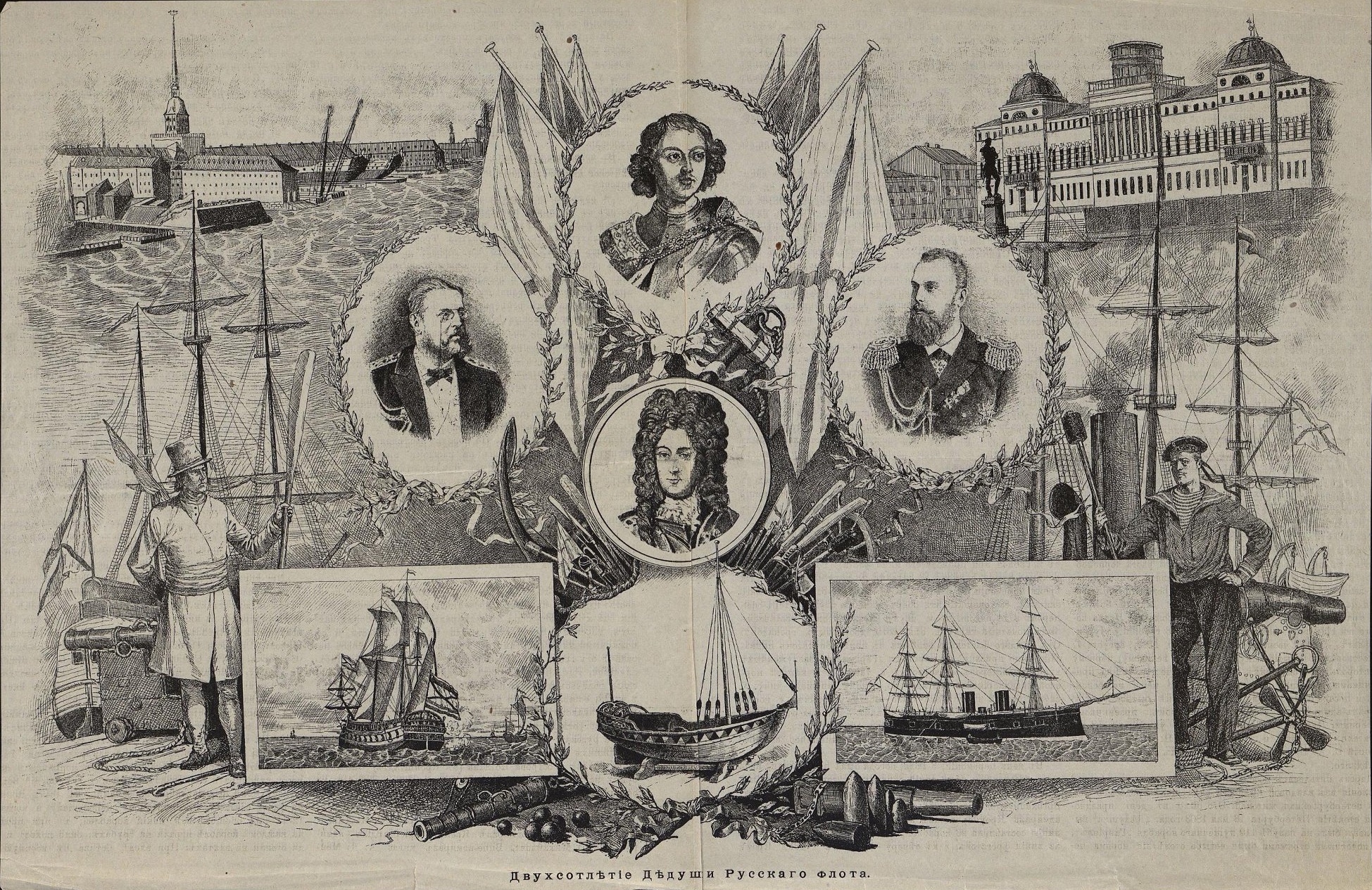
Коллаж "Двухсотлетие дедушки русского флота", 1888

Ботик в мае 1723 года доставлен из Переяславля в Санкт-Петербург, где участвовал в ряде торжественных мероприятий и в параде Балтийского флота в ознаменование второй годовщины заключения Ништадтского мирного договора 11 августа 1723 года, рулевым при этом на ботике был Пётр I, лотовым — А. Д. Меншиков, канониром — главный артиллерист флота Х. Г. Отто, на вёслах — четыре адмирала
Механик Андрей Нартов рассказал об этом: «Ботик был отправлен в Кронштадт, где от всего флота прибытие оного пальбою и другими морскими почестями поздравлено и в память величайших от сего ботика на море успехов торжествовано». Вернувшись на берег, Пётр I произнёс меткую фразу о ботике: «Смотрите, как дедушку внучата веселят и поздравляют!»
Затем ботик поместили под навес в Петропавловской крепости, а в 1761 году архитектор А. Ф. Вист соорудил в крепости небольшой Ботный домик. Известно об участии ботика в парадах в 1744, 1745, 1803, 1829 и 1836 годах.
В 1872 году ботик участвовал в Политехнической выставке в Москве в праздничном представлении на Москве-реке перед Кремлём. Поэтому в официальной части программы 200-летнего юбилея Петра Великого, праздновавшегося 30 мая 1872 года в Санкт-Петербурге, вместо ботика участвовала другая лодка петровского времени.

## История после Революции

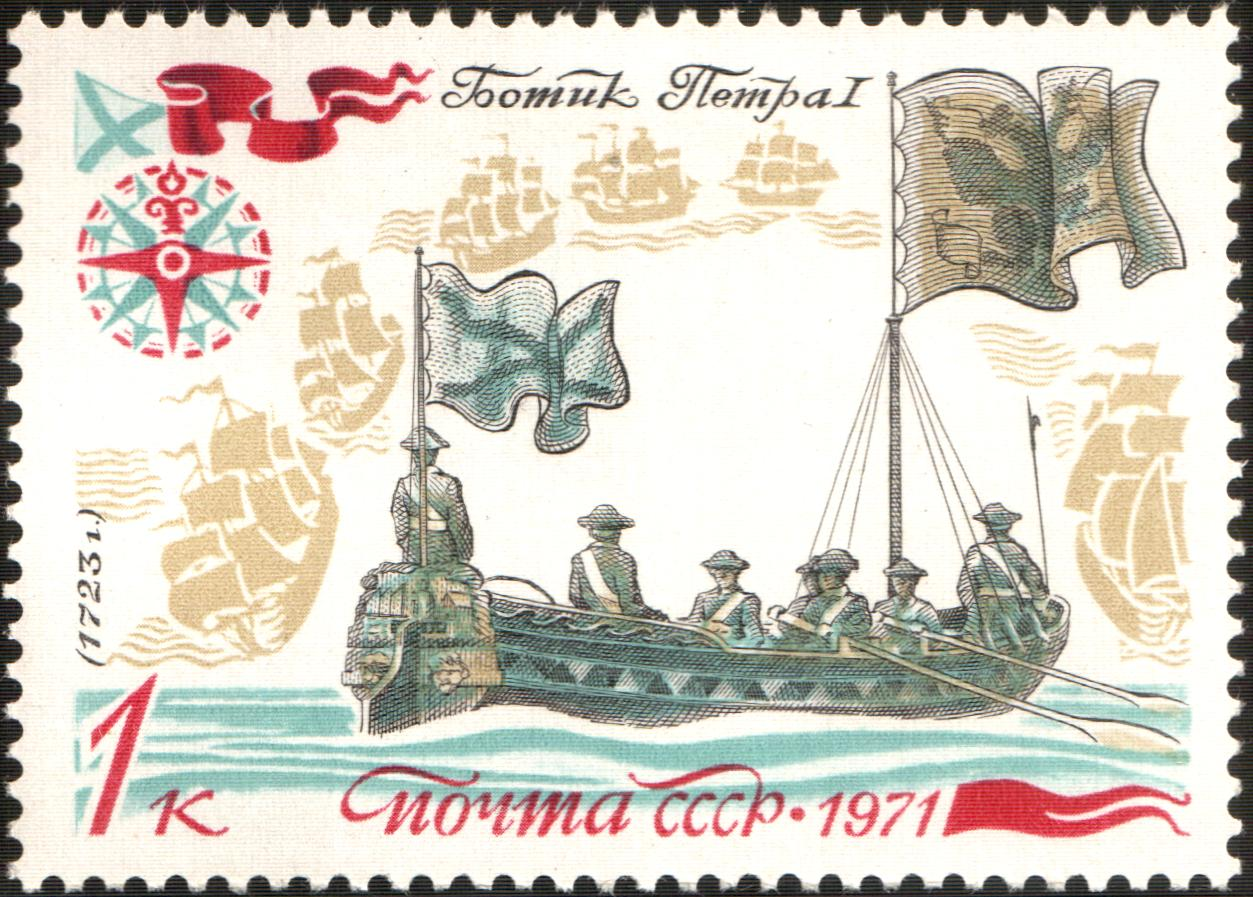
Ботик «Святой Николай» на почтовой марке СССР

В 1928 году ботик перевезли в Петергофский парк, где его поместили в бывшем Птичьем вольере.
В августе 1940 года исполком Ленинградского Совета депутатов трудящихся передал старинную лодку в Центральный военно-морской музей, и судно доставили туда 3 сентября.
Во время Великой Отечественной войны ботик был эвакуирован. 16 июля 1941 года на речной барже ботик был доставлен в Ульяновск, а в марте 1946 года вернулся в музей по железной дороге.